# マドリード市電1000形電車

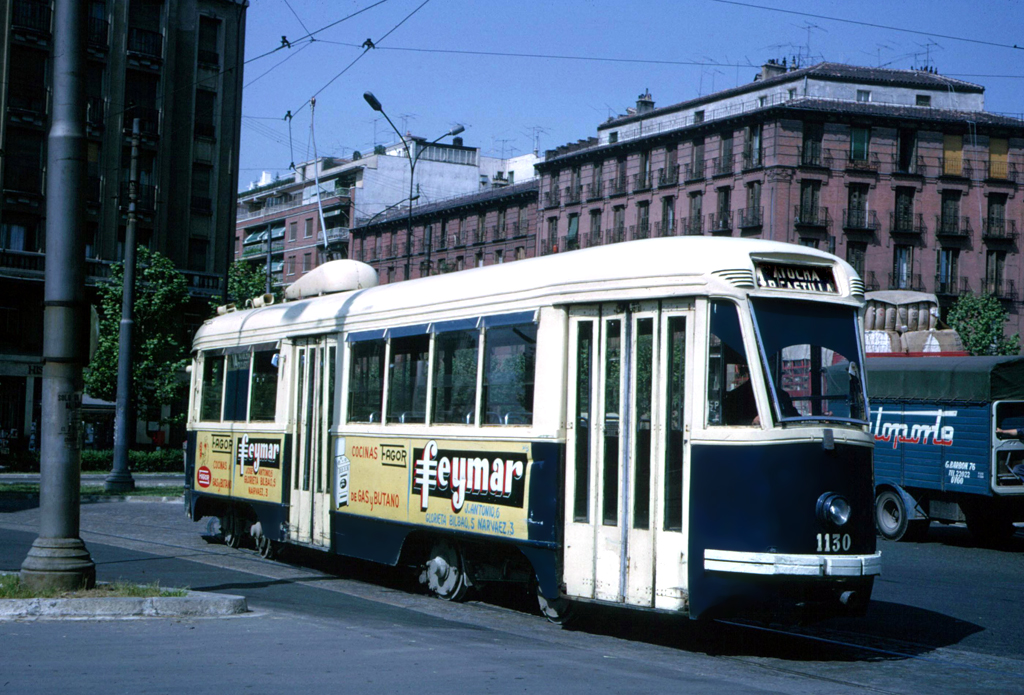
1000形（1969年撮影）

1000形は、1972年までスペイン・マドリードで運行していたマドリード市電の路面電車の形式。アメリカで開発された高性能路面電車であるPCCカーの技術が用いられた車両で、アメリカやカナダ以外の都市で初めて導入されたPCCカーの1つである。

## 概要
1920年代後半から1930年代にかけて開発が行われ、1936年から量産が始まった、アメリカの新世代高性能路面電車車両であるPCCカーは、騒音や振動を軽減させた弾性車輪、高加減速を実現した多段制御、運転士の負担軽減にも繋がったペダル式速度制御など様々な新技術を導入し、高い成功を収めた。その成功は路面電車網が発達するヨーロッパでも高い注目を集めたが、その中で最初にPCCカーの製造に乗り出した企業はイタリアのフィアットであった。
PCCカーは技術の特許を有するTRC（Transit Research Corporation）とのライセンス契約により鉄道車両メーカーが製造を行う形で増備が行われており、フィアットもTRCとライセンス契約を結んだ上で1942年に2両の試作車を製造した。そのうち1両はイタリア・トリノに導入された（トリノ市電3001号）一方、もう1両（1001）はスペインのマドリード市電で用いられた。これが1000形である。
車体は従来のマドリード市電の車両の直方体のような形状から丸みを帯びた流線形へと大きく変わり、運転台部分には視認性を向上させるため前面に加え左右側面にもガラス窓が設置されていた。車体は片運転台で、右側側面の3箇所に乗降扉が設置されていた。
試作車が好評を博した事で、同年中に量産車となる49両（1002 - 1050）がフィアットに発注された。だが第二次世界大戦中の製造だったため、最初に製造された9両のうち8両（1002 - 1009）は輸送中にフランス軍の攻撃に遭い損傷を受けたため、営業運転開始は戦後の1945年からとなった。更に1両（1010）はドイツ軍に接収されたため、翌1946年に同番号の代用車両の製造が実施された。残りの40両については同年中に製造が完了し、スペイン内戦で被害を受けたマドリード市電の復興に大きく貢献した。また1950年代以降は旧型車両をPCCカーによって置き換える方針を打ち出し、フィアットとライセンス契約を結んだスペインの鉄道車両メーカーであるCAFによって110両（1051 - 1160）が製造された。
1960年代以降、マドリード市電は地下鉄に置き換わる形で規模を縮小していき、1967年以降は1000形が唯一の在籍形式となった。同形式は1972年6月の市電全廃まで使用された。